# Ministerrat für Gemeinsame Angelegenheiten der Österreichisch-Ungarischen Monarchie
Der Ministerrat für gemeinsame Angelegenheiten Österreich-Ungarns, kurz auch gemeinsames Ministerium, war nach dem Ausgleich von 1867 das Beratungs- und Beschlussvorbereitungsgremium des Monarchen in seiner Eigenschaft als Kaiser von Österreich und König von Ungarn.
Der Ministerrat bestand aus den drei gemeinsamen Ministern und den Ministerpräsidenten beider „Reichshälften“. Die dem Gremium angehörenden Politiker ernannte und enthob der Monarch selbst, ohne dabei an offizielle Vorschläge gebunden zu sein. Dem Monarchen stand es frei, die Sitzungen des Ministerrates persönlich zu leiten.

## Funktion und Entwicklung
Mitglieder des Ministerrats waren anfangs nur die drei gemeinsamen oder k.u.k. Minister:
- der Minister des kaiserlichen und königlichen Hauses und des Äußern als Vorsitzender bei Abwesenheit des Monarchen,
- der Kriegsminister (bis 1911 Reichskriegsminister) und
- der gemeinsame Finanzminister (bis 1903 Reichsfinanzminister).

Von 1869 an nahmen zweckmäßigerweise auch der österreichische und der ungarische Ministerpräsident stimmberechtigt teil, bei Bedarf auch Minister aus beiden Reichshälften und Fachbeamte.
Meistens war auch der Generalstabschef anwesend, der das Recht besaß, dem Monarchen direkt vorzutragen. Der Monarch selbst war nach seinem Ermessen anwesend.
Nur der erste Vorsitzende des gemeinsamen Ministerrats trug den Titel Reichskanzler, der den Wünschen des Kaisers und altösterreichischer Spitzenpolitiker, nicht aber der Realität entsprach. Die Vertreter des sich im Laufe der Zeit immer stärker emanzipierenden Königreichs Ungarn sorgten dafür, dass Vorsitzende ab 1871 diesen unrealistischen Titel nicht mehr trugen. Auf ungarischen Wunsch wurde von 1903 an der Titel Reichsfinanzminister und von 1911 an auch der Titel Reichskriegsminister nicht mehr verwendet; an ihre Stelle traten die Bezeichnungen Gemeinsamer Finanzminister (um von den Finanzministern der Reichshälften zu unterscheiden) und Kriegsminister (es gab in den beiden Reichshälften keine Kriegsminister, sondern Minister für Landesverteidigung).
Der Wirkungskreis des gemeinsamen Ministerrats beschränkte sich gemäß den Ausgleichsgrundgesetzen auf Außenpolitik, Kriegswesen und beider Finanzierung sowie auf staatsrechtliche Prinzipien der österreichisch-ungarischen Monarchie (pragmatische Angelegenheiten) und auf die Mitwirkung an den alle zehn Jahre stattfindenden Verhandlungen zwischen Österreich und Ungarn zur Adaptierung vor allem der finanziellen Ausgleichsregelungen.
Die Frage, ob der gemeinsame Ministerrat eine gemeinsame Regierung Österreich-Ungarns war, kann auf Grund der Kompetenzlage nur mit großen Vorbehalten und Einschränkungen bejaht werden. Der gemeinsame Ministerrat war vor allem das höchste beratende Organ des Monarchen, sein Kabinett, Hauptfunktion war die mündliche Aussprache. Hier wurde versucht, die oft gegensätzlichen Interessen und Anschauungen der österreichischen und der ungarischen Regierung in Einklang zu bringen, soweit sie sich auf Materien von Bedeutung für den Gesamtstaat bezogen. Aus den Protokollen des Ministerrats geht hervor, dass die ungarischen Ministerpräsidenten aktiv teilnahmen und dass ohne ihre Zustimmung kein einziger wichtiger Schritt unternommen werden konnte.
Die folgenschwerste Entscheidung des gemeinsamen Ministerrats war im Juli 1914 die Empfehlung an den Kaiser und König, Serbien den Krieg zu erklären. Die Kriegserklärung wurde namens des Monarchen vom k.u.k. Außenminister abgegeben.
Im Ersten Weltkrieg herrschte ein Gegensatz zwischen dem beschleunigten Tempo der Kriegsereignisse und der Schwerfälligkeit der Verfassungsstruktur der Monarchie. Im späteren Verlauf des Krieges, unter Kaiser Karl I., wurde der gemeinsame Ministerrat auf Beratung und Begutachtung beschränkt. Die Macht des Herrschers, als Überrest des Absolutismus, schob den Ministerrat als Teil der Verfassungsstruktur gelegentlich beiseite. Aufgrund seiner Unerfahrenheit und Beeinflussbarkeit wurden aber Karls Machtbereich und Machtbefugnis auf die Person des Außenministers und seiner Clique transponiert und von dieser wahrgenommen.
Am 24. Oktober 1918 fand die letzte Sitzung des gemeinsamen Ministerrats statt; Ungarn hatte die Realunion mit Österreich mit Zustimmung des Monarchen Mitte Oktober per Ende Oktober 1918 gekündigt. Die bis 31. Oktober gemeinsamen Minister zur Zeit des Ministeriums Lammasch führten ihre Ministerien in Wien liquidierend weiter, nach der Resignation des Monarchen vom 12. November 1918 an unter Aufsicht der deutschösterreichischen Staatsregierung Renner I.